# Karl-Heinz Thomas (Politiker)
Karl-Heinz Thomas (* 18. Dezember 1929; † 24. Februar 2001) war ein deutscher Politiker (SPD).
Thomas, gelernter Schweißer, begann sein kommunalpolitisches Engagement 1964 im Rat der damals noch selbstständigen Gemeinde Eichen.
Nach der kommunalen Neugliederung wurde er Mitglied des Rates der Stadt Kreuztal. Von 1975 bis 1979 war er Stellvertreter des Bürgermeisters Hilmar Selle (ebenfalls SPD). Als dieser wenige Monate nach der Kommunalwahl vom 30. September 1979 sein Amt niederlegte, wurde Karl-Heinz Thomas am 13. Januar 1981 zum Bürgermeister gewählt. Dieses Amt übte er bis 1994 aus.
Er war zudem 24 Jahre Mitglied im Kreistag des Kreises Siegen-Wittgenstein.
1989 erhielt Thomas das Bundesverdienstkreuz. Als bislang dienstältestem Bürgermeister wurde ihm anlässlich eines Festaktes zum 25-jährigen Stadtjubiläum am 27. Mai 1994 die Ehrenbezeichnung "Ehrenbürgermeister" verliehen.